# 吉尔孟河
吉尔孟河，也称吉尔孟曲，位于中华人民共和国青海省海西蒙古族藏族自治州天峻县与海北藏族自治州刚察县之间的一条河流，布哈河左岸支流。发源于刚察县西部扎尕日登东北4千米处的山地沼泽，自东北向西南流，中游部分河段为天峻县与刚察县之间的界河，在出山口附近，河道转向东南，下游流经刚察县西南部，河道与布哈河基本平行，两河相距2～4千米，至海西山西南侧注入布哈河。河长112千米，流域面积1092平方千米，河道平均比降10‰，年均径流量约0.48亿立方米。上游两岸山势陡峻，河网稠密，是径流主要补给区；中游河谷展宽，较顺直；下游河道坡降变缓，曲流于沼泽、草滩间。每年6、7月，青海湖裸鲤（Gymnocypris przewalskii）进入河中产卵繁殖，场面壮观。